# Whiteboys
Les Whiteboys (irlandais Buachaillí Bána, littéralement « Garçons blancs »), sont le nom donné à des coalitions de paysans qui se formèrent en Irlande en 1761. Ce nom vient de ce que les membres de l'association portaient, dans leurs expéditions nocturnes, un sarrau blanc par-dessus leurs vêtements. 
Les Whiteboys se montrèrent d'abord dans le Munster et se propagèrent dans l'Ulster : ils réclamaient l'abolition des corvées et la suppression des pâtures qui, en rendant la culture inutile, leur enlevaient tout moyen d'existence. L'insurrection dura plus de trois ans et les insurgés obtinrent en partie satisfaction.

## Source
Marie-Nicolas Bouillet  et Alexis Chassang (dir.), « White-Boys » dans Dictionnaire universel d’histoire et de géographie, 1878 (lire sur Wikisource)